# Andreas Kamm
Andreas Kamm (født 5. marts 1949 i Nørre Søby) er en dansk cand.mag., der er mest kendt for sit virke som generalsekretær for Dansk Flygtningehjælp fra 1998 til 2017.
Andreas Kamm blev cand.mag. i historie og dansk fra Odense Universitet i 1978. Han blev efterfølgende ansat som gymnasielærer på Sct. Knuds Gymnasium i Odense.
Samme år begyndte han at arbejde for Dansk Flygtningehjælp. Han blev i 1990 integrationschef for organisationen og derefter vicegeneralsekretær. Han blev organisationens generalsekretær i 1998 og bestred posten frem til 2017. En overgang var han tillige formand for European Council on Refugees and Exiles.
Siden har han været bestyrelsesformand for Institut for Menneskerettigheder.
I 2017 modtog han Hartmann-Prisen.